# Pandora's Piñata
Pandora’s Piñata é o terceiro álbum de estúdio da banda de avant-garde metal Diablo Swing Orchestra.
É o único álbum com Peter Karlsson na bateria, uma vez que ele deixou a banda pouco após as gravações desse álbum terem sido finalizadas - Johan Norbäck juntou-se à banda para a turnê e, pouco depois, foi colocado oficialmente como seu sucessor.
Este é também o primeiro álbum com Daniel Hedin (trombone) e Martin Isaksson (trompete), que se juntaram oficialmente à banda durante as gravações, inclusive saindo com ela para a turnê de divulgação desse álbum.
Foi para uma canção desse álbum, a faixa Black Box Messiah, que a banda gravou o primeiro videoclipe de sua carreira  e foi na turnê desse álbum que a banda se apresentou pela primeira vez na América do Sul.

## Pré-produção e desenvolvimento
Dia 31 de outubro de 2010, quase dois anos antes de Pandora’s Piñata ser lançado, a banda comunicou no myspace que já havia gravado algumas músicas e já estavam pensando no sucessor de Sing Along Songs for the Damned & Delirious, o álbum de estúdio mais recente da banda na época.
Na mesma notícia, a banda inclusive divulgou alguns nomes de músicas que já haviam sido gravadas: Voodoo, Mon Amour!, Aurora e Dia de los muertos (pouco antes do lançamento do novo álbum, a banda decidiu trocar o título dessa música por Guerrila Laments, por achá-lo mais adequado para ela).
Dia 09 de outubro de 2011, quase um ano depois, a banda revelou o nome do novo álbum no facebook: Pandora’s Piñata (A pinhata de Pandora, em livre tradução).
A partir dessa data, o grupo começou a divulgar cada vez mais informações sobre o novo álbum. Dia 09 de abril de 2012, a banda lançou na internet o primeiro single do álbum, e também da banda, Voodoo Mon Amour! 
E logo em seguida marcou o lançamento de Pandora’s Piñata na Europa para o dia 14 de maio do mesmo ano.

## Faixas
| N.º | Título                             | Duração |  |
| 1.  | "Voodoo Mon Amour"                 | 4:31    |  |
| 2.  | "Guerrilla Laments"                | 4:55    |  |
| 3.  | "Kevlar Sweethearts"               | 4:24    |  |
| 4.  | "How to Organize a Lynch Mob"      | 0:53    |  |
| 5.  | "Black Box Messiah"                | 2:57    |  |
| 6.  | "Exit Strategy of a Wrecking Ball" | 6:01    |  |
| 7.  | "Aurora"                           | 5:05    |  |
| 8.  | "Mass Rapture"                     | 6:03    |  |
| 9.  | "Honey Trap Aftermath"             | 4:15    |  |
| 10. | "Of Kali ma Calibre"               | 4:25    |  |
| 11. | "Justice for Saint Mary"           | 8:17    |  |

## Integrantes
- Daniel Håkansson – vocal, guitarra
- Annlouice Loegdlund – vocal
- Pontus Mantefors – vocal, guitarra
- Anders Johansson – baixo
- Johannes Bergion – violoncelo
- Daniel Hedin – trombone
- Martin Isaksson – trompete
- Petter Karlsson – bateria